# Церковный посох

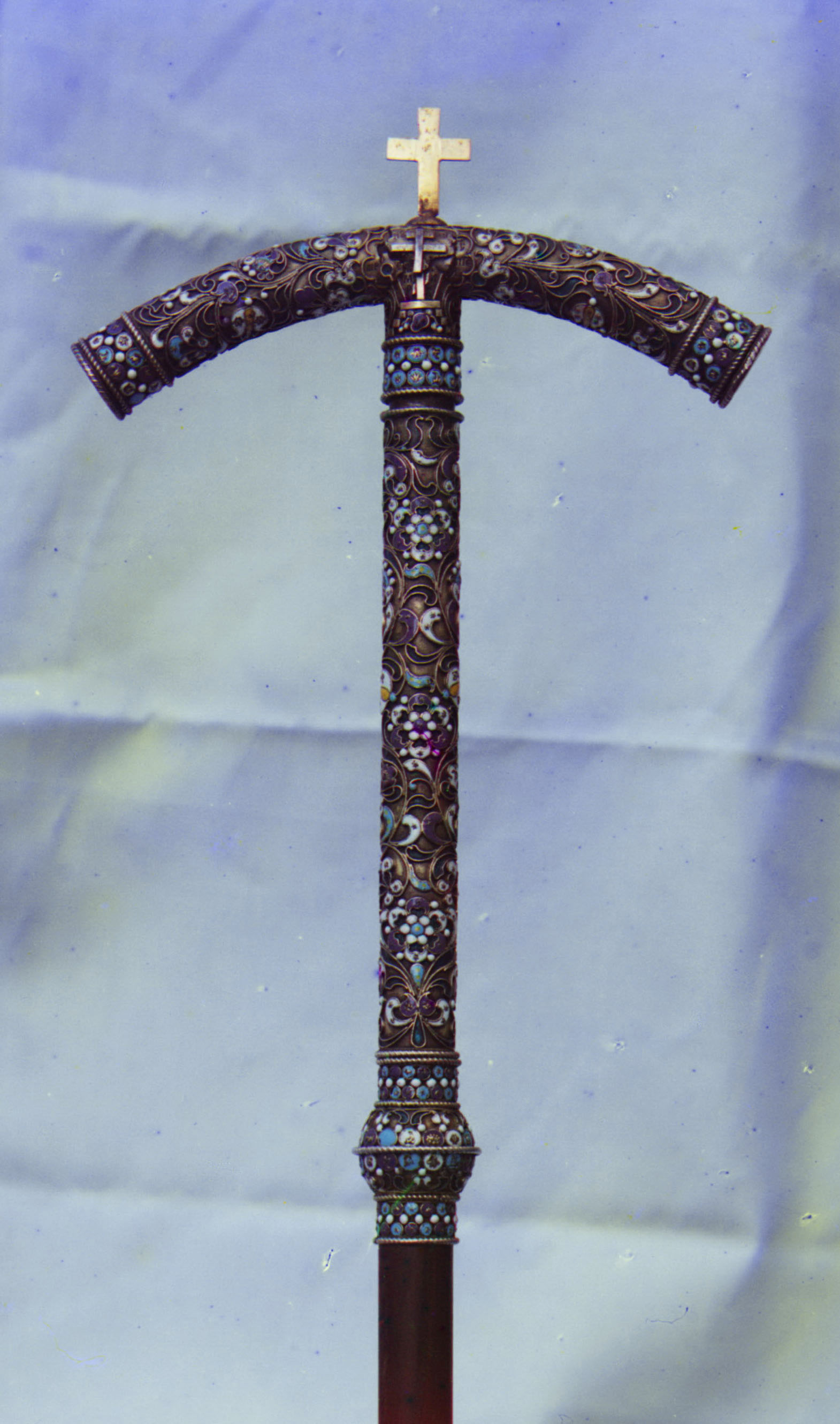
Архиерейский посох митрополита Димитрия Ростовского. Ростовский музей. Фото Сергея Прокудина-Горского

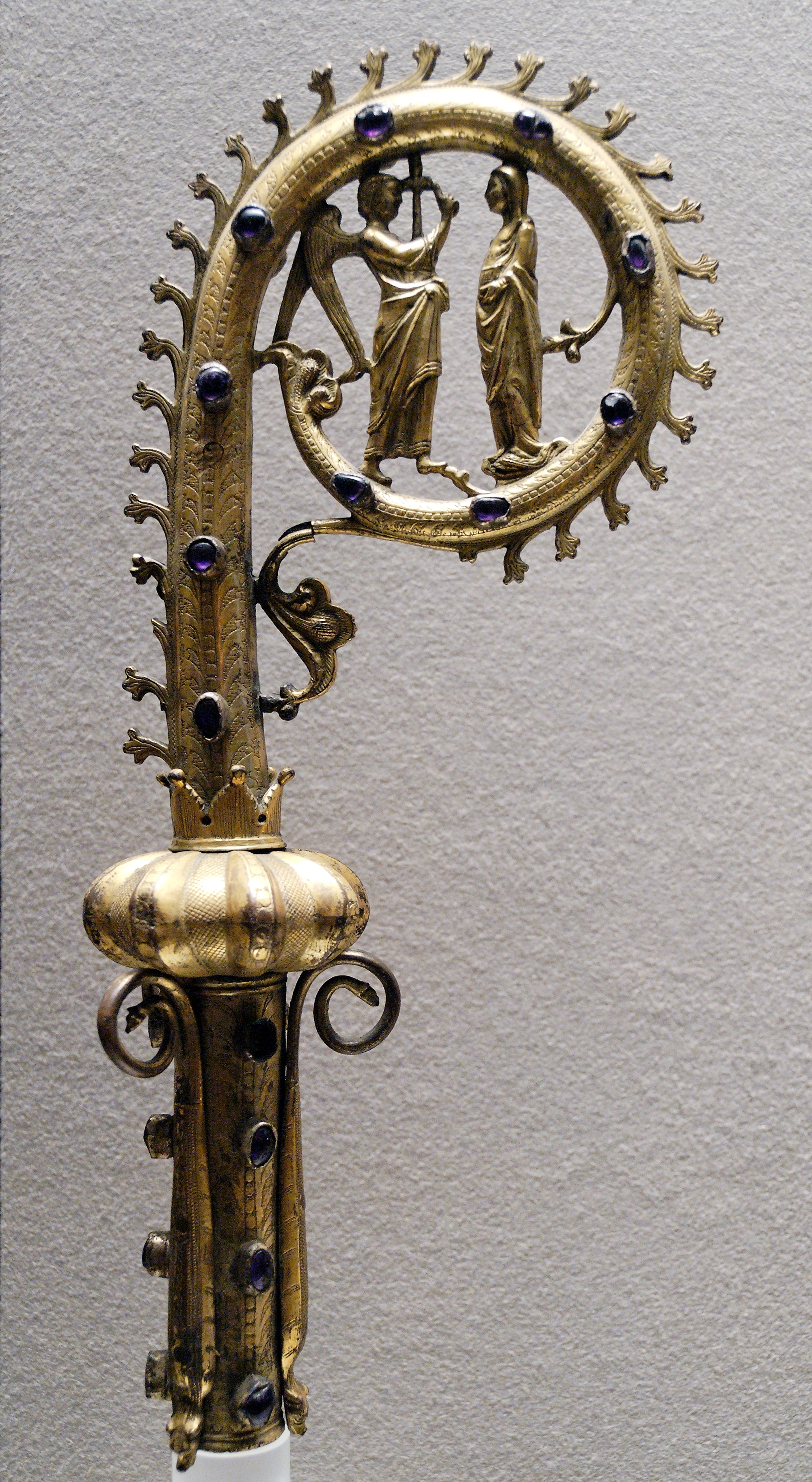
Католический епископский посох с изображением Благовещения. Лимож, XIII век

По́сох (жезл) — знак церковной власти епископа и управляющего монастырём.

## Православие
В православии посох служит символом пастырской, духовной власти архиерея, а также игумена монастыря. Посох вручают каждому епископу при хиротонии.
Самая древняя форма жезла имела форму пастушеского посоха — деревянной палки с изогнутым или загнутым верхом. Ныне навершие богослужебного посоха увенчивается крестом, сама форма навершия бывает двух видов:
- древняя форма, восходящая к VI веку в виде перекладины с рожками, напоминающим перевёрнутый якорь (древний символ Церкви как корабля спасения душ). Теперь такие посохи вручаются наместникам, настоятелям и игумениям монастырей;
- форма, распространившаяся в XVI—XVII веках, — в виде двух змей, извивающихся кверху с главами, взаимно обращёнными друг к другу, что означает мудрое управление паствой (этот образ основан на словах Христа, обращённых к апостолам, — «Будьте мудры, как змии» (Мф. 10—16).

Различаются богослужебные позолоченные, торжественные и богато украшенные посохи, и внебогослужебные, повседневные, обычно чёрные, простые деревянные палки без навершия, но с металлической оправой и утолщением в верхней части из резной кости, дерева, серебра или иного металла.
Архиерейский жезл, в отличие от архимандритского, имеет изображение яблок. Отличительной особенностью русских архиерейских посохов является сулок — двойной платок у навершия, предохраняющий руку от мороза. Впрочем, некоторым архимандритам в виде награды также позволяется иметь сулок на жезле.
Во время малого и великого входов на архиерейских богослужениях жезл предносится впереди торжественной процессии духовенства. Только патриарх имеет право с жезлом входить в алтарь храма. Остальные епископы перед Царскими вратами отдают жезл иподиакону-по́сошнику, стоящему за архиерейским богослужением на солее справа от царских врат у иконы Спасителя.

## Католицизм
В католицизме посох (другие названия — пастырский жезл, пасторал) используется епископом или аббатом монастыря. Епископ использует посох как символ ординарной власти в ходе любого богослужения на своей канонической территории. Жезл вместе с митрой подаётся епископу и принимается от него министрантом в определённые моменты богослужения.
Наиболее древние формы в Западной церкви заканчивались навершием в виде шара или креста в виде буквы «Т». Позднее в повсеместную практику вошли епископские жезлы с навершием в виде спирали, окружающей определённое изображение на евангельскую тематику.
Папа римский использует в качестве пастырского жезла особый папский крест (ферулу) с тремя перпендикулярными поперечинами.